# Paradise Hill (Saskatchewan)
Paradise Hill es un pueblo canadiense situado en la provincia de Saskatchewan.

## Superficie
Paradise Hill tiene una superficie de 2,28 km².

## Demografía
En 2021, tenía 471 habitantes, una densidad poblacional de 206,9 hab./km², y 231 viviendas.